# 다카사고 의용대

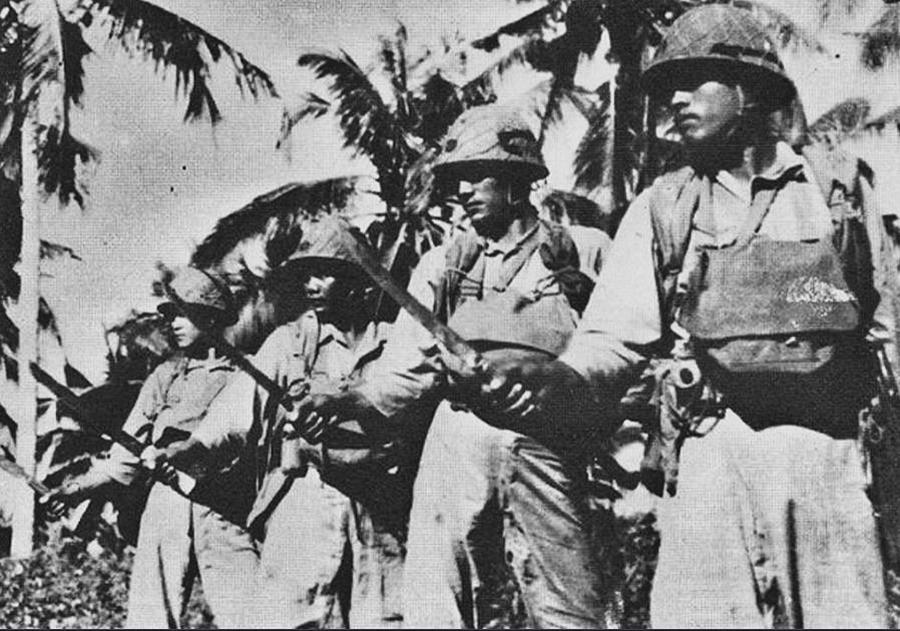
다카사고의용대

다카사고의용대(高砂義勇隊)는 태평양 전쟁 말기, 타이완 원주민에 의해 편성된 일본군의 부대이다. 필리핀, 뉴기니섬 등 밀림 지대의 전장에 투입하기 위해서 창설되었다. 의용대원들은 군인이 아닌 군무원(군속)의 신분임에도 작전에 참가하였으며, 당시 작전에 함께 참가했던 군인보다도 전사자 비율이 많았던 것으로 알려져 있다.

## 같이 보기
- 대만일치시기